# Пэтси Уокер, она же Адская кошка!
«Пэтси Уокер, она же Адская кошка!» (англ. Patsy Walker, A.K.A. Hellcat!) — серия комиксов, которую в 2015—2017 годах издавала компания Marvel Comics.

## Синопсис
Пэтси Уокер ищет работу в Нью-Йорке.

## Коллекционные издания
| Название                                                  | Тип            | Дата выхода     | Собранный материал                   | Кол-во страниц | ISBN                       | Предполагаемый объём продаж (первый месяц) |
| --------------------------------------------------------- | -------------- | --------------- | ------------------------------------ | -------------- | -------------------------- | ------------------------------------------ |
| Patsy Walker, A.K.A. Hellcat! Vol. 1: Hooked On A Feline  | Мягкая обложка | 15 июня 2016    | Patsy Walker, A.K.A. Hellcat! #1-6   | 136            | 978-1302900359, 1302900358 | 1 901, позиция в Северной Америке — 53     |
| Patsy Walker, A.K.A. Hellcat! Vol. 2: Don’t Stop Me-ow    | Мягкая обложка | 21 декабря 2016 | Patsy Walker, A.K.A. Hellcat! #7-12  | 136            | 978-1302900366, 1302900366 | 1 216, позиция в Северной Америке — 90     |
| Patsy Walker, A.K.A. Hellcat! Vol. 3: Careless Whisker(s) | Мягкая обложка | 19 июля 2017    | Patsy Walker, A.K.A. Hellcat! #13-17 | 112            | 978-1302906627, 1302906623 | 964, позиция в Северной Америке — 98       |

## Реакция

### Отзывы критиков
На сайте Comic Book Roundup серия имеет оценку 8,5 из 10 на основе 74 рецензий. Джесс Шедин из IGN дал первому выпуску 6,7 балла из 10 и написал, что он «продвигается медленно и имеет свои неуклюжие моменты». Мэтт Литтл из Comic Book Resources, рецензируя дебют, посчитал, что «это забавный, свежий взгляд на недооценённую классику». Чейз Магнетт из ComicBook.com поставил первому выпуску оценку «B» и сравнил комикс с предыдущими работами создателей на примере Power Up! и Lumberjanes. Джастин Патридж из Newsarama дал дебюту 8 баллов из 10 и отметил, что он похож на старые комиксы. Его коллега Дэвид Пепос поставил первому выпуску оценку 5 из 10 и назвал это «удивительно разочаровывающим дебютом пары многообещающих талантов».

### Награды
| Год  | Награда            | Категория              | Результат | Прим.                       |
| ---- | ------------------ | ---------------------- | --------- | --------------------------- |
| 2017 | GLAAD Media Awards | Outstanding Comic Book | Номинация | [ 15 ] [ 16 ] [ 17 ] [ 18 ] |